# カノジョ*ステップ
『カノジョ*ステップ』は、SMEEより2016年9月30日に発売された18禁恋愛アドベンチャーゲーム。
2018年3月21日にGNソフトウェアよりPlayStation Vita版が発売された。

## 内容
本作は、都会から生まれ故郷の白鷺村に引っ越してきた主人公が学園のヒロインたちと恋愛関係を結ぶ恋愛アドベンチャーゲームである。
行動可能時間に様々な場所にいるヒロインの元へ移動すると会話が発生し、選択肢を選んで好感度を上げていき、好感度が一定以上に達すると、そのヒロインとのイベントが発生する。これを繰り返し、特定の期日までに恋人関係になると個別ルートに突入する。個別ルートでは周囲に交際関係を堂々と伝える「オープン」と、周囲には秘密にする「クローズ」を選択でき、選んだ選択肢によって一部の会話が変化する。ただし話の大筋が変わる事は無い。また『フレラバ 〜Friend to Lover〜』と同様、複数のヒロインの好感度を上げていると特定のタイミングで嫉妬イベントが発生する。

## ストーリー
少年・小早川 秋は、姉の槙と共に住んでいた都会を離れ、祖母の経営する民宿「まきた荘」のある白鷺村に引っ越してくる。今まで何度も転校をしてきた事、そして自分の面倒を見る為に自身の人生を犠牲にしてきた槙への負い目から仲の良い人、特に彼女を作る事を諦めていたが、それを見抜いていた槙より今回が最後の引っ越しになる事を告げられ、今後の生き方は自由にすればいいと言われる。さらに、秋は縁日で女性からの告白により結ばれたカップルは幸せになれるという言い伝えなどを聞き、彼女を作る事を決意する。

## 登場人物

### 主人公
小早川 秋（こばやかわ あき）※名前変更可能
姉の槙と共に都会から引っ越してきた、ごく普通の学生。
今までは転校が多かった事や槙への負い目もあって親友や彼女を作らなかったが、槙の言葉を期に彼女を作ろうと考えるようになる。
蜘蛛やカマキリはもちろん、テントウムシや蝶にすら怯える重度の虫嫌いであり、虫を好むのえを「のえ先生」と呼ぶ。うどんやラーメンには少々うるさく、明日香の家のうどんを食べて、使われているダシを的確に当てて明日香を驚かせた。
バーベキューでの着火の際に普通にライターを使っているのを見て健勝ともどもショックを受けている事から、田舎に対する偏見を持っている節がある。

### メインヒロイン
華野 椎名（かの しいな）
声：柚木サチ
白鷺学園の3年生で、秋が田舎に来た際に初めて会った人物。村の神社に住んでいる。
学園で生徒会長を務めており、飴と鞭の使い方が上手い事やその風貌もあって学生からの人気は高いが、生徒たちに内緒で原付で通学していたりと意外と不真面目な部分もある。
品行方正で学業、運動共に優秀、村の老人相手に教室を開けるほどに琴の演奏が出来るなど、一見非の打ち所がなさそうだが、早起きが苦手で休日に用事が無い時は遅くまで寝ている。
子供が好きで将来は保育士を目指している。時々村の内外の子供たちの面倒を見ており、好き勝手に行動する子供たちに手を焼くことも多いが子供たちからは懐かれている。
他人の相談は積極的に受けるものの、自身は他人に甘えたり悩みを打ち明けられないという臆病な一面をもつ。
如月 のえ（きさらぎ のえ）
声：歩サラ
白鷺学園2年生で、大人しい性格の少女。
大の読書家で学園で図書委員を務めており、休日にも学園の図書室で本を読んでいる。その反面、運動が非常に苦手で、体育がある日は死んだような表情で学園に通っている。
秋とは逆に虫が大好きで、大型の蜘蛛を手のひらに乗せる事にも一切抵抗が無い。更に磯釣りが趣味、ザリガニを餌を使わず指だけで釣り上げるなど器用な面を持つ。このため、秋からは田舎暮らしの先輩として尊敬され、「のえ先生」と呼ばれている。
また普段は大人しいが読書や虫の話になると途端に饒舌になり周りが見えなくなる。
天然な性格のためかクラスメイト達からちょっかいを出される上に自身も自爆する事が多いが、クラスメイト達との仲は良好。また普段の性格に反してスマートフォンの操作に関しては慣れている。
柳 明日香（やなぎ あすか）
声：木住葵
白鷺学園2年生。活発な性格。実家はうどん屋を営んでおり、本人も料理が得意
体操部のエースを務めるほど運動は得意だが、逆に勉強の成績に関しては芳しくなく、朝練をこなしては授業中常に爆睡しているので教師たちからも既に諦められている。
都会の男性に話しかけられるだけで妊娠するなど都会に対して強い偏見を持っており、秋が都会から来たと知った時は誤解が解けるまで怯えていた。
本人は男子とも一緒に遊びたいと思っているが、明日香の容姿が魅力的であるが故に男子側が遠慮をしており、それに関して自分が男子から避けられていると思っている。
芹沢 久遠（せりざわ くおん）
声：桜乃ひよ
白鷺学園1年生で、この春に転校してきた。
年下とは思えない考え方やお嬢様のような雰囲気を漂わせている事もあり、学園で噂になっている。椎名の薦めで絵を描いており、美術部を立ち上げている。
自信家でプライドが高く負けず嫌いで、一度決めた事は最後までやり通す意思の持ち主。ただし手先が不器用で、チャレンジしても失敗に終わる事が多い。
またトマト収穫の際にアブラムシを見て顔面蒼白になるなど、秋以上に虫が嫌い。
両親がおらず幼少の頃から施設で育っていたが、白鷺村の裕福な老夫婦に引き取られて大切に育てられている。ただし久遠自身は余りにも大切に育てられている事に少々不安を感じている。

### 隠しキャラ
岡田 とみ子（おかだ とみこ）
声：三井京子
白鷺学園2年生。最初は「女子生徒A」と表示されるが、特定の条件を満たすと名前と立ち絵が表示されて攻略可能になる（一度登場すると、以降の女子生徒Aは全て「とみ子」表記になる）
普段はクラスメイト達との会話にも溶け込んでいるが、本来はネガティブ思考で自分に自信が無く、秋と同様に人付き合いのために自分のキャラを作っている。
オンラインゲームを男キャラでプレイしていた際にネカマに貢物をしていた経験があり、後にそのネカマこそが秋である事が判明する。
彼女のルートのみ、シナリオの関係上交際が大々的に知れ渡るため、オープン・クローズを選択する事が出来ない。

### サブキャラ
小早川 槙（こばやかわ まき）※苗字は主人公と同じものになる
声：かわしまりの
秋の姉。仕事には就いているが職業は不明。
秋と一緒に様々な親戚の家を転々としており、同時に秋の面倒を見続けていたために秋からは「自分の為に人生を犠牲にした」と思われているが、槙自身はそれを見抜いている。
秋以外の人間に対しては常に猫を被っており、普段の粗暴な口調からは想像もつかない丁寧な物腰で接している。
安達 健勝（あだち けんしょう）
声：夏村伊介
白鷺学園2年生。秋と同じ日に同じ学園から転校してきた。オタク気質で休日はゲームをよくやっている。
卒業までクール系を貫くつもりだったが、秋の策略により初日で失敗する。過去に秋と色々あったらしく、秋を見た途端「転校する」と言い出すものの、結局は正吾を混ぜて仲良くやっている模様。
八木 正吾（やぎ しょうご）
声：どっこいしょーいち
白鷺学園2年生。金髪に赤いTシャツという、一昔前の不良のような恰好で通学している。
秋に対しても不良ぶっているが、学園の行事には協力的だったり面倒見が良かったりと根は悪人ではない。家族揃って強運で、家の家具や家電製品は全て懸賞で当てている。
環 奈々（たまき なな）
声：春山色葉
白鷺学園2年生。クラスのムードメーカー的存在。本人曰く学園一の情報通。のえを弄ったりしているが仲は良い。
春日井 モモ美（かすがい ももみ）
声：夢野ぼたん
秋たちのクラスの担任。普段は穏やかな常識人だが、小さなトラウマやストレスを抱えているせいか時々闇が見えることがある。

## 開発
本作の制作スタッフはカノジョ＊ステップ制作部というチームであり、メディアなどには個人名を出さない方針がとられた。
SMEEのディレクターである宅本うとは「これまでの美少女ゲームは綺麗な絵を前面に出しすぎたため、それに見合ったゲームとしての面白さの追及ができておらず、結果としてユーザーからの満足度が下がり、売り上げの低迷につながったと考えている。そこで、我々は原点に帰るという心意気を示すために、あえてメインスタッフの個人名を隠した。また、個人名を伏せるのは、売り上げの責任を原画家やシナリオライターだけに背負わせたくないという意図もある。」と、Game Headlineとのインタビューの中で述べている。

## 主題歌
オープニングテーマ「ハレノヒステップ」
ボーカル：佐々木詩織 作詞：永原さくら 作編曲：ウミガメ 音楽制作：SONO MAKERS
エンディングテーマ「HAPPY for GOOD」
ボーカル：星本美結 作詞：永原さくら 作編曲：ウミガメ 音楽制作：SONO MAKERS

## 評価
FANZAGAMESのPCゲームDL販売公式アカウントのぬめ子は、「BugBug」に寄せたレビュー記事の中で、初対面から親しくなる過程が非常に丁寧に描かれていると評価している。